# 花のサンフランシスコ
「花のサンフランシスコ」（San Francisco (Be Sure to Wear Flowers in Your Hair)）は、スコット・マッケンジーが1967年に発表した楽曲。モントレー・ポップ・フェスティバルのプロモーションのために製作された。

## 概要
1965年頃より米国では、反戦の象徴として花を用いたり着飾ったりすることが若者たちの間で行われるようになっていた（Flower power と呼ばれた）。ママス&パパスのジョン・フィリップスはこのことを踏まえ本作品を書き上げた。フィリップスとマッケンジーはかつてニューヨークでドゥーワップ・グループ、アブストラクツを結成しており、旧知の仲であった。フィリップス自身がギターを弾き、ジョー・オズボーン（ベース）、ハル・ブレイン（ドラムズ）、ゲイリー・L・コールマンら（グロッケンシュピール、チューブラーベル）らがレコーディングに参加した。プロデューサーはルー・アドラーとフィリップスが務めた。
1967年5月4日、シングルA面曲として発売。B面はマッケンジーが書いた「ホワッツ・ザ・ディファレンス（What's the Difference）」。6月16日から3日間、カリフォルニア州モントレーで開かれた野外コンサート「モントレー・ポップ・フェスティバル」のテーマソング的役割を果たす。
同年7月1日付のビルボード・Hot 100で4位を記録した。全英シングルチャートで1位を記録し、ビルボードの1967年の年間チャート48位を記録した。
D・A・ペネベイカーが監督したフェスティバルの記録映画『Monterey Pop』（1968年12月公開）の冒頭で流れる。

## カバー・バージョン
- ペトゥラ・クラーク - 『These Are My Songs』（1967年）に収録。
- ザ・ワンダース - 『ロック天国』（1968年）に収録。
- タニヤ・タッカー - 『Tear Me Apart』（1979年）に収録。
- 尾崎紀世彦 - 『尾崎紀世彦ポピュラーアルバム』（1979年）に収録。
- 筋肉少女帯 - 『San Francisco - 10th Anniversary of King-Show』（1998年）に収録。
- ミー・ファースト・アンド・ザ・ギミー・ギミーズ - 2001年のアルバム『Blow in the Wind』に収録。
- モナリザ・ツインズ